# Opiptacris bougainvillea
Opiptacris bougainvillea är en insektsart som beskrevs av Willy Adolf Theodor Ramme 1941. Opiptacris bougainvillea ingår i släktet Opiptacris och familjen gräshoppor.

## Underarter
Arten delas in i följande underarter:
- O. b. bougainvillea
- O. b. fauroensis
- O. b. femorata